# Sokponta
Sokponta är en ort i Benin. Den ligger i den södra delen av landet, 160 km norr om huvudstaden Porto-Novo. Sokponta ligger 192 meter över havet och antalet invånare är 5 429.
Terrängen runt Sokponta är huvudsakligen platt, men åt sydväst är den kuperad. Närmaste större samhälle är Dassa-Zoumé, 14,4 km söder om Sokponta.
I omgivningarna runt Sokponta växer huvudsakligen savannskog. Runt Sokponta är det ganska tätbefolkat, med 52 invånare per kvadratkilometer.